# Gazometer

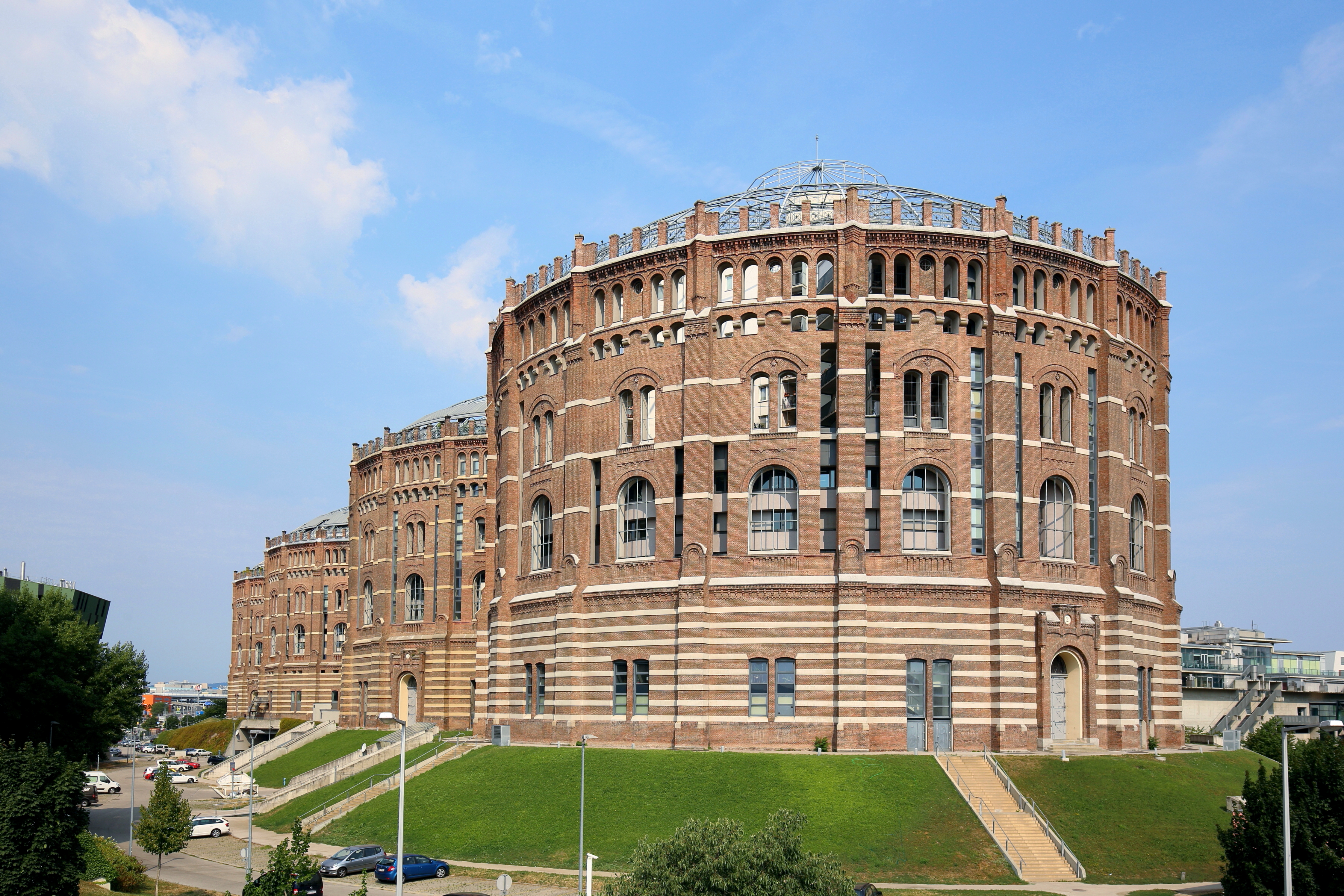
Die Wiener Gasometer

Gazometer ist der Name von Rave-Technopartys, die ursprünglich von 1993 bis 1998 in den Wiener Gasometern stattfanden.
Nachdem die Gasometer 1984 außer Betrieb genommen wurden, baute man die Teleskop-Gasbehälter innerhalb der Ziegelfassade ab. Diese blieb aufgrund des Denkmalschutzes (1978) stehen. Durch den Abbau der Gasbehälter wurde ein durch die Ziegelfassade begrenzter großer Raum frei, der für diverse Veranstaltungen – wie die Gazometer-Raves – genutzt wurde.
Sie verdanken ihre besondere Bekanntheit dem Gasometer-Sound. Der große leere zylindrische Raum mit rund 60 Metern Durchmesser und 50 Metern Höhe bewirkte vermehrte Echo-Bildung mit langem Nachhall. Auch internationale DJs wie Sven Väth legten im Gasometer auf.
Seit dem Umbau der Gasometer in den Jahren 1999 bis 2001 für eine Nutzung mit Wohnungen, Büros, einem Studentenheim und einer Veranstaltungshalle sowie einer Shoppingmall werden die Gazometer-Raves innerhalb der vom Architekturbüro Coop Himmelb(l)au entworfenen Gasometer-Veranstaltungshalle abgehalten. Der Musikstil ist derselbe, jedoch haben die Festivals durch den fehlenden großen Raum und die so völlig geänderte Akustik einiges an ihrer Ausstrahlung und Besonderheit verloren.
Seit 2009 fanden noch einige Gazometer-Veranstaltungen im Alten Wagenwerk im Industriegebiet Stadlau statt. Mittlerweile ist die Webseite der XXX Productions aus dem Internet verschwunden.

## Übersicht
| Datum      | Line Up |
| ---------- | --- |
| 27.06.1992 | Der erste Gasometer-Event, damals noch als 'Technometer', DJs: Clemens Neufeld, Pure, Jörg, Cheech                                                                            |
| 15.05.1993 | Aus dem Technometer wird das Gasometer |
| 05.06.1993 | |
| 07.08.1993 | Das Gasometer wird zum Gazometa, DJs: Jonzon, Kriz, L.X. |
| 28.11.1993 | Die letzte Wandlung – vom Gazometa zum Gazometer, DJs: Clemens Neufeld, Geb-El, Patrick Pulsinger                                                                             |
| 28.05.1994 | DJs: The Dream Team, Charly Lownoise, Menthal Theo, Franky Jones; Live: Choosen Few, Monotone, The Speed Freak                                                                |
| 15.10.1994 | 'PCP-Gazometer' DJs: Colin Faver, Gangsta, Cirillo, Inferno Brothers, Deg, Glow; Live: Ilsa Gold, PCP                                                                         |
| 22.04.1995 | DJs: Tanith, Monika Kruse, Bassface Sascha, Scott Brown, Mark Smith, Tina 303, L.X.; Live: Acid Scout, Rob Acid                                                               |
| 17.06.1995 | 'Free Spirit' – Ursprünglich war die After Party der Free Party am Messegelände geplant, deshalb war dies kein offizielles Gazometer. DJs: Andy Düx, GTO, ...; Live: Neophyte |
| 14.10.1995 | 'Overdrive-Gazometer'; DJs: Tom Wax, Andy Düx, Norman, R-Damski, Marco Vogt, L.X.; Live: Dr. Pravda                                                                           |
| 30.03.1996 | DJs: Frankie Bones, Adam X, Brenda Russel, Colin Faver, Romeo; Live: The Advent, Special: "Jack in the Box"-Show by Living F/X                                                |
| 30.06.1996 | DJs: Mark NRG, Hitch Hiker, The Dentist, Kaos, Marcello; Live: Acid Kirk |
| 12.10.1996 | DJs: Trevor Rockcliffe, Misjah, Jamie Bissmire, Andre Monroe, Rokis; Live: Bandulu                                                                                            |
| 08.03.1997 | 'The Flashback'; DJs: Mijk van Dijk, Gayle San, Waz Experience, Eric Fischer; Live: Der Dritte Raum; Special: Blow and Order                                                  |
| 03.05.1997 | 'The Doom'; DJs: Colin Dale, Luke Slater, Darren Price, Joro; Live: Planetary Assault Systems                                                                                 |
| 14.06.1997 | Official After Party; DJs: Westbam, Stuart Mc Millan, Orde Meikle, Garfield, Ju-Tasi, Toky; Live: Petra                                                                       |
| 18.10.1997 | DJs: Adam X, Layo, Mr. C, Ralf, Felipe; Live: Taegk, Special: "Jack is Back"-Show by Living F/X                                                                               |
| 13.12.1997 | 'The Dark Side'; DJs: Pascal F.E.O.S., Matthew B., Misjah, Chris Esycho, Mike Vinyl; Live: Funk D’Void                                                                        |
| 18.03.1998 | 'The Legend'; DJs: James Ruskin, Adam Beyer, Evva, Electric Indigo, Adelic; Live: Scan X                                                                                      |
| 16.05.1998 | 'The Sound of Ultimate B.A.S.E.'; DJs: Carl Cox, Chris Liebing, Jim Masters, Trevor Rockcliffe, Elex Red; Live: The Advent                                                    |
| 20.06.1998 | 'Best of 1994-1998'; DJs: Tina 303, L.X., Marcello, Eric Fischer, Felipe; Live: Ilsa Gold, Petra                                                                              |
| 17.10.1998 | 'The End'; DJs: Marc Spoon, Westbam, Pascal F.E.O.S, Sdricci; Live: Johannes Heil                                                                                             |
| 26.10.2001 | Erster Gazometer des 21. Jahrhunderts; Chris Liebing, Luigy Van, Tobi Izui, Green Velvet, Toni Rios, Tom Wieland, Andreas Kinzl, Scheibosan                                   |
| 16.03.2002 | The four Elements part 1: FIRE; Luke Slater, Steve Rachmad, Tonio, Toky, Scheibosan, Alan D. Brown, Benjamin Loud!on                                                          |
| 12.10.2002 | The four Elements part 2: EARTH; Adam Beyer, Marco Bailey, Kaiser Soze, Mary, RERRO@, Pitti Herzfeld, Renato !MÄS!, Met D’Phunk                                               |
| 01.03.2003 | The four Elements part 3: STORM; C1, Joel Mull, Stanny Franssen, Jankec, Lucca, Marco Marino, Sion Bassard, RERRO@, Two Dollars DJ Team                                       |
| 03.06.2003 | |
| 12.06.2004 | The Legend; DJs: Johannes Heil, Ben Long, Henrik B, Pouding Grooves, Sutter Cane, Robert Drewek, Smoove, Claudio Ricci, Philipp Blecha, Saliva; Live: Gadgets                 |
| 06.11.2004 | The Experience; DJs: Chris Liebing, Adam Beyer, Marco Bailey; Live: Titanium                                                                                                  |
| 05.03.2005 | 'The Hall of Fame'; DJs: Sven Väth, Felipe, Monika Kruse, Toni Rios |
| 11.06.2005 | "Drumcode Night"; DJs: Adam Beyer, Cari Lekebusch, Henrik B, Live: Hardcell & Grindvik                                                                                        |
| 10.09.2005 | 'The Ultimate 13 Years Anniversary'; DJs: Marco Bailey, Adam Beyer, Christian Varela, Gayle San, Tom Hades                                                                    |
| 01.10.2005 | 'The Ultimate 13 Years Anniversary – 2nd'; DJs: Rush, Makro Nastic, Pet Duo, Misa Salacova                                                                                    |
| 05.11.2005 | 'The Ultimate 13 Years Anniversary – 3rd'; DJs: Miss Djax, Felipe, Chris Liebing & Speedy J, Live: Johannes Heil                                                              |
| 04.03.2006 | 'The Nexxxt Dimension' DJs: Monika Kruse, Pascal FEOS, Toni Rios, Dave Angel, Marco Bailey, Live: The Advent                                                                  |
| 15.04.2006 | 'Rush Hour'; DJs: Rush & Bold, Umek, Pet Duo, Marko Nastic, Agent |
| 14.10.2006 | 'The Global Players'; Adam Beyer, Dave Clarke, Marco Bailey; live: Chris Liebing, Brian Sanhaji                                                                               |
| 11.11.2006 | '14 Years Anniversary'; DJs: Umek, Monika Kruse, Valentino Kanzyani, Marko Nastic, Sven Wittekind; Special: "Return of Jack" Show by Living F/X                               |
| 10.03.2007 | 'The Pure Energy'; DJs: DJ Rush, Felix Kröcher, DJ Agent, Pet Duo |
| 13.10.2007 | 'The Armageddon'; DJs: Dave Clarke, Adam Beyer, Marco Bailey, Eric Sneo, Sven Wittekind, Felix Kröcher, Sutter Cane, Live: The Advent                                         |
| 16.02.2008 | 'Paul van Dyk "in between" Album Tour'; DJs: Pete Brooks, Sebastian Ingrosso, Paul van Dyk                                                                                    |
| 15.03.2008 | 'Power to the People'; DJs: DJ Rush, Marko Nastic vs. Valentino Kanzyani, Pet Duo, Misa Salacova, Adam Cro                                                                    |
| 19.07.2008 | 'XXX presents TIESTO'; DJs: Tiësto, Pete Brooks |

## Film
In Tempo (1996), dem Regie-Debüt von Stefan Ruzowitzky, spielt eine Szene auf einem Gazometer-Rave der 1990er Jahre.